# NGC 6875
NGC 6875 (другие обозначения — PGC 64296, ESO 284-28, AM 2009-461, IRAS20096-4618) — галактика в созвездии Телескоп.
Этот объект входит в число перечисленных в оригинальной редакции «Нового общего каталога».